# 刘向东 (1938年)
刘向东（1938年2月—），男，汉族，山西黎城人，中华人民共和国政治人物，曾任对外贸易经济合作部副部长。